# Ewa Gunnarsson
Ewa Christina Gunnarsson, född 11 augusti 1944 i Stockholm, är en svensk inredningsarkitekt, arbetsmiljöforskare och genusvetare.
Gunarsson, som är dotter till egen företagare Eugen Gunnarsson och Fanny Frost, avlade studentexamen 1963, utexaminerades som inredningsarkitekt från Konstindustriskolan i Göteborg 1970, blev Master of Science vid Loughborough University of Technology och slutligen teknologie doktor vid Luleå tekniska högskola 1994. Hon engagerade sig i kvinnorörelsen 1971, var möbelforskare vid Möbelinstitutet 1971–1974, bedrev arbetsmiljöteknisk forskning vid Arbetarskyddsstyrelsen 1975–1985, vid Arbetslivscentrum från 1981 (bland annat som deltagare i det 1986 startade projektet QVIST – Kvinnor i strukturomvandlingen) och blev professor i genus, människa och maskin vid Luleå tekniska universitet 2006.